# Atanguaypacam
Atanguaypacam (Atanaguipacane).- Pleme američkih Indijanaca nastanjenona obali Meksičkog zaljeva, na ušću Rio Grande. Grande u Tamaulipasu i Teksasu. 
Tijekom sredine 18. stoljeća njihova naselja nalaze se duž obala brojnih malih zaljeva i otočića blizu ušća Rio Grande. Swanton ih klasificira u porodicu Coahuiltecan. Danas se smatra da su oni identični plemenu poznatom pod imenom Garza, te da su članovi porodice Comecrudan. 

## Vanjske poveznice
- Atanguaypacam Indians